# Набуль (город)
На́буль (араб. نابل‎) — курортный город на северо-востоке Туниса. Расположен на юге полуострова Бон, на берегу залива Хаммамет Средиземного моря. Административный центр вилайета Набуль.

## География
Город Набуль образует одноимённый муниципалитет с населением 73 128 жителей (по переписи 2014 г.). Вместе с соседними населёнными пунктами Дар-Шаабан, Хиар и Эль-Маамора он образует агломерацию с населением 120 000 жителей.
В 12 километрах к юго-западу от Набуля расположен курортный город Хаммамет. С ним Набуль образует биполярную агломерацию численностью 185 000 человек и общую туристическую зону.
Город расположен на юге полуострова Бон, известном своими садами и огородами. Здесь выращивается виноград, цитрусовые, бахчевые культуры.

## Климат
В Набуле, как и на всём полуострове Бон, преобладает умеренный климат. В январе температура опускается не ниже 8,4 °С, средняя 15,8 °C. В августе температура не ниже 22,6 °C, средняя 30,6 °C. Тепловая амплитуда напрямую зависит от влияния моря.
| Показатель             | Янв. | Фев. | Март | Апр. | Май  | Июнь | Июль | Авг. | Сен. | Окт. | Нояб. | Дек. | Год  |
| ---------------------- | ---- | ---- | ---- | ---- | ---- | ---- | ---- | ---- | ---- | ---- | ----- | ---- | ---- |
| Средний максимум, °C   | 15,8 | 16,4 | 17,2 | 19,4 | 22,4 | 26,8 | 30,4 | 30,6 | 28,7 | 24,9 | 20,4  | 17,0 | 22,5 |
| Средний минимум, °C    | 8,4  | 8,9  | 9,9  | 12,0 | 15,2 | 18,7 | 21,6 | 22,6 | 20,9 | 18,1 | 13,3  | 9,9  | 15,0 |
| Норма осадков, мм      | 59   | 34   | 38   | 27   | 16   | 8    | 5    | 10   | 29   | 48   | 45    | 50   | 369  |
| Источник: VirtualGuide |      |      |      |      |      |      |      |      |      |      |       |      |      |

## История

### Древние века

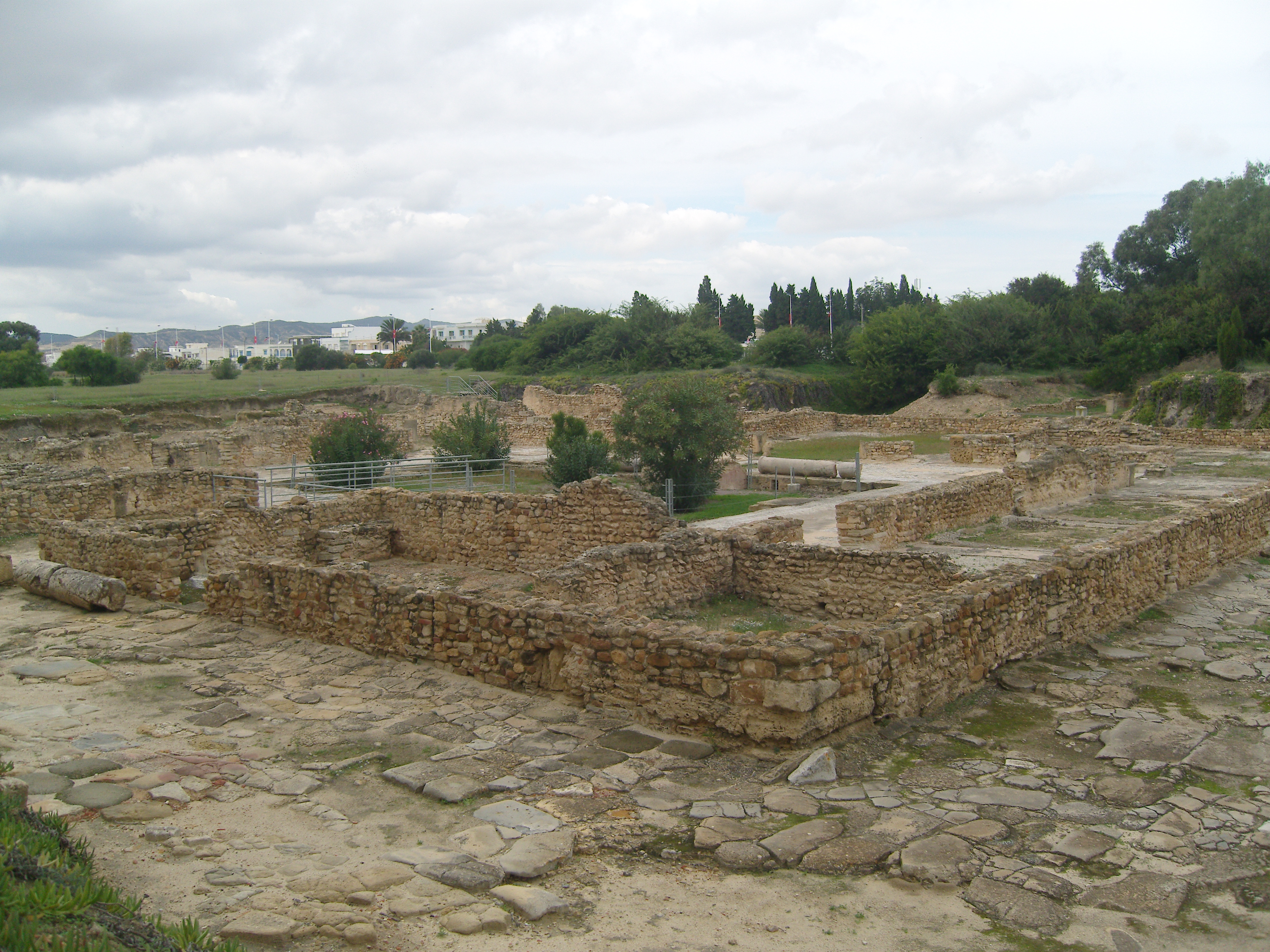
Развалины Неаполиса

В древние времена город носил греческое название Neapolis (Неаполис), что переводится как Неа (новый) и полис (город). Основание города относится по крайней мере к 2400 году до нашей эры, хотя греческий историк Фукидид упоминает о V веке до нашей эры. В то время имя этого североафриканского города не раз упоминалось в текстах вместе с Карфагеном.
Во время Пелопоннесской войны в 413 году до нашей эры греческий корабль, шедший с солдатами из Спарты в Афины, сел на мель на побережье Киренаики. Граждане Кирены решили помочь им и предоставили свои лодки и проводников. Греки остановились тогда в городе с названием Неаполис, где была сделана первая запись о городе. Возможно, что Неаполис (Неаполь) всего лишь греческий перевод с древнего названия Nabeul или Набуль.
С 148 года до н. э. и до нашей эры, Неаполис сохраняет верность Карфагену. Вместе с Карфагеном город был взят и разрушен римским полководцем Кальпурнием. С началом римской оккупации город был опустошён и заброшен, окончательно уничтожен византийцами во время арабских завоеваний.

### Средневековье

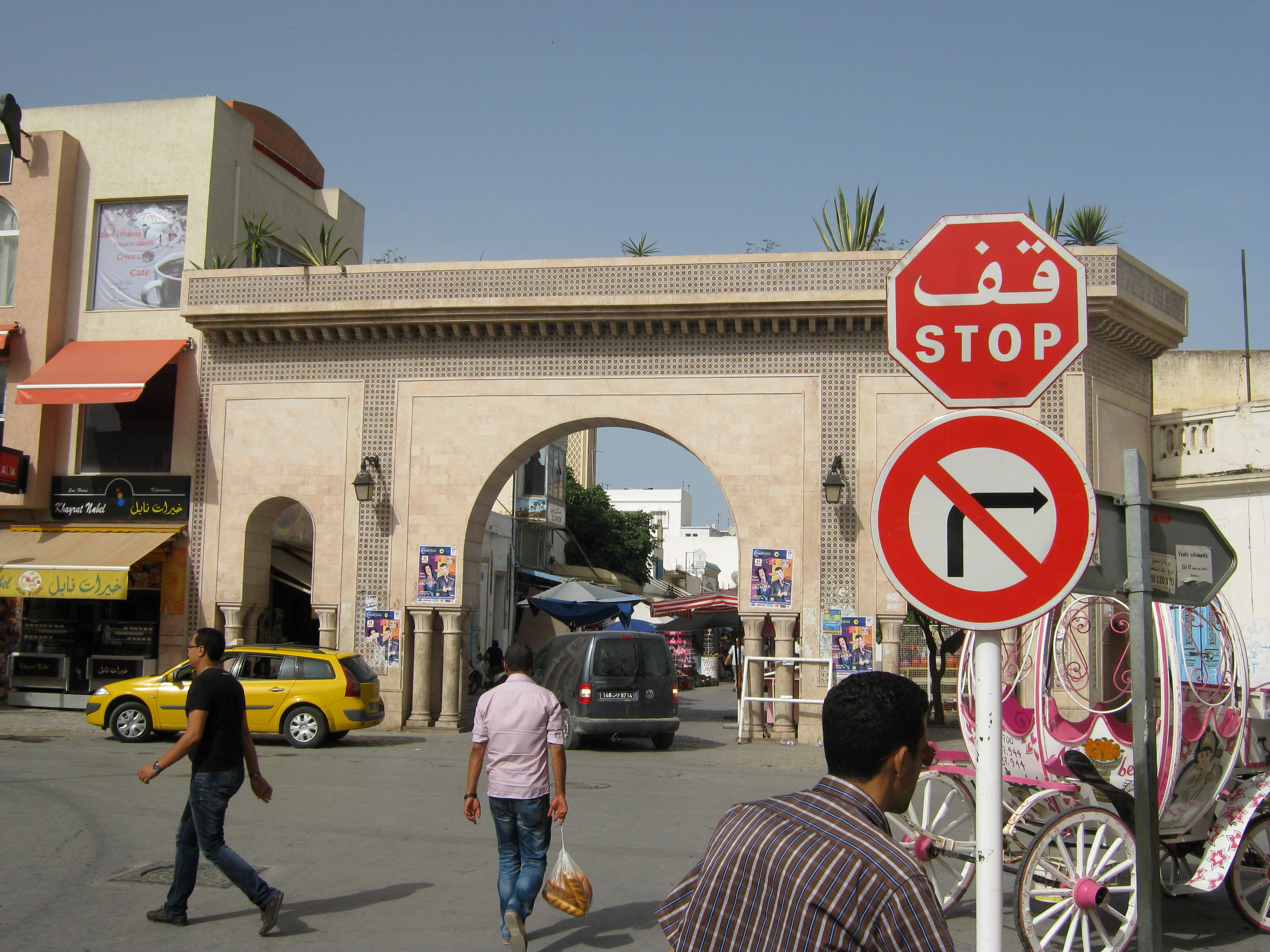
Главные ворота медины Набуля

Мусульманская армия под командованием Абу-аль-Мохера, придя с Аравийского полуострова в 674 году, завоевала полуостров Бон. Мусульмане выстроили «старый» город (медину) в Набуле и в IX-м веке Великую мечеть.
В 1148 году войска сицилийского короля Рожера II захватили медину в Набуле и предприняли неудачную попытку овладеть военным фортом Хаммамет, после которой бежали с полуострова.
В XVIII и XIX веках город приобретает свою окончательную структуру, располагаясь в своей основной медине. Базары становятся душой города, местом встреч и торговли. Они развиваются и играют важную роль в экономике.
В то время были впервые открыты многие рынки, такие как Эль-Хаддаба (кузнечный рынок), Сук-эль-Балха, Сук-эль-Ихоуд (еврейский) и Еззит (продовольственный). Медина стала доступной через несколько ворот: Баб Блед — главный вход в город, Баб-эль-Баб, Эль Хоука и Зауя.
Благодаря плодородию и умеренному климату, город стал привлекать к сельскохозяйственной и коммерческой деятельности мигрантов из Джербы и Кайруана, а также беженцев из Андалузии, изгнанных испанцами. Именно в это время сельское хозяйство стало переживать настоящий бум.
В ту же эпоху в регион стало съезжаться большое количество евреев, которое к концу XIX века составило 10 % от всего населения французского протектората. Итогом всего этого стало возведение в районе Великой мечети еврейской синагоги.

### Новая и новейшая история

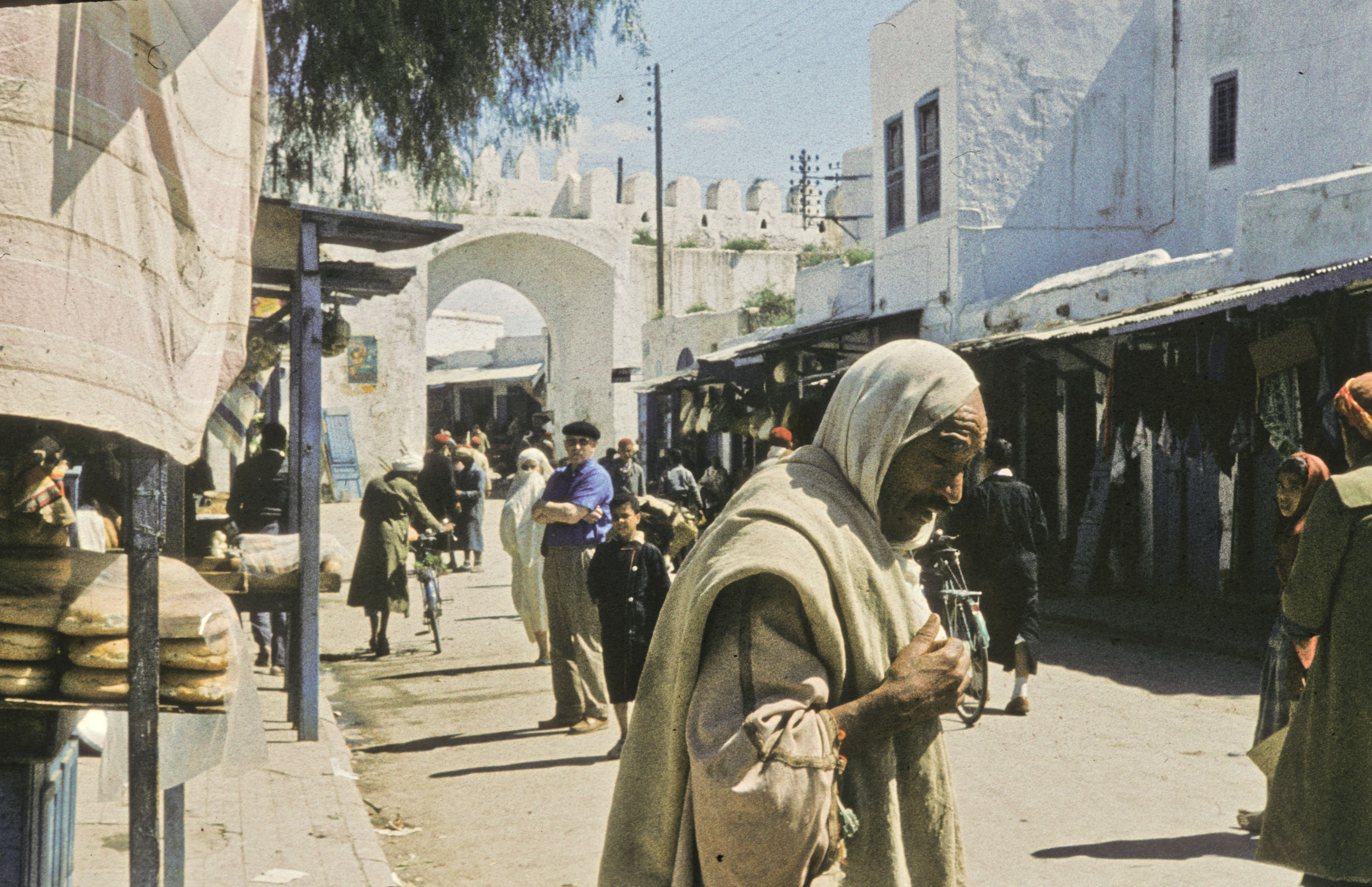
Улицы Набуля в 1960 году

Французский протекторат, установленный в Тунисе в 1881 году, придаёт Набулю статус центра сайд-губернии. Административный статус и усиленный гражданский контроль в 1885 году способствует улучшению условий жизни горожан, обеспечению их жилищ питьевой водой и электроэнергией, строительству дорог. Однако проекты глобального развития транспорта, в том числе строительство железнодорожной линии, соединяющей город со столицей страны Тунисом, начали осуществляться лишь в конце XIX века.
Данные проекты имели решающее значение для дальнейшего развития города и региона. Целесообразность их объяснялась созданием здесь важного приморского курорта, ожидалось прибытие большого числа туристов и путешественников из Европы.
В 1930-е годы в Тунисе стало бурно развиваться националистическое движение. При поддержке местных интеллектуалов, мусульманами в 1936 году была организована партия «Нео-Дестур», провозгласившая для себя лозунг борьбы за независимость арабского народа от власти французского протектората и римско-греческой церкви. В первую очередь стали подвергаться гонениям евреи и их святыни. Из 2058 евреев, проживающих в 1946 году в Набуле, к 1950 году осталось лишь 10 %.
19 января 1952 года в городе прошли крупные митинги в рамках восстания в Тунисе.
С обретением 20 марта 1956 года Тунисом независимости, введением власти традиционного Корана и отменой двуязычия, статус Набуля как туристического центра на время померк, взамен начали развиваться различные отрасли промышленности и это повлияло на рост численности населения города. Рост населения и промышленности сказался на развитии сферы образования, в городе появились школы, колледжи, спортивные центры, политехникум, факультет экономики и Высший институт искусства.

## Экономика

### Туристическая индустрия

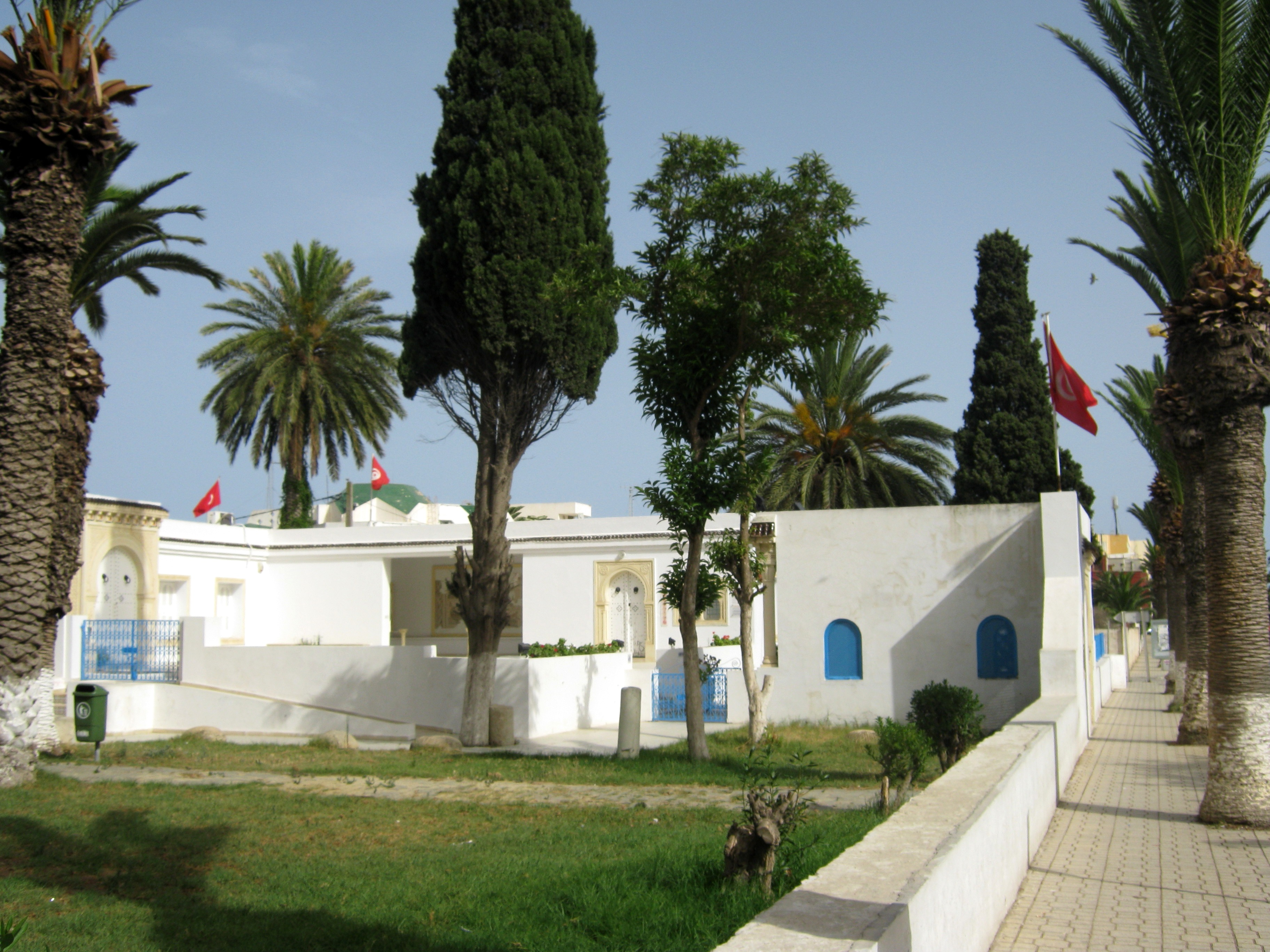
Археологический музей

В настоящее время экономика города и региона снова базируется на туризме.
Туристческая зона Набуль—Хаммамет со своими песчаными пляжами и средиземноморским климатом давно является популярным местом отдыха европейских туристов. Старейшая гостиница Набуля была построена в 1956 году, тогда она называлась «Неаполис» (ныне «Аквариус»). В настоящее время оба курорта соединены гостиничными комплексами Хаммамет-Меразка и Хаммамет-Норд. Туристческая зона Набуль—Хаммамет располагает самым большим гостиничным фондом в Тунисе — около 45000 мест. Отсюда страна получает более четверти всех доходов от туризма.
В число достопримечательностей города входят как развалины старого Неаполиса, расположенные в двух километрах от центра города, так и археологический музей, в залах которого представлены коллекции керамики, пунические статуи VII века до нашей эры, а также коллекция римских мозаик, собранных по всему полуострову Бон.
Многочисленных туристов также привлекают старый город — медина, со своими старинными воротами, а также великая мечеть IX-го века. Еженедельный рынок в медине Набуля, работающий в пятницу утром, славен даже за рубежом разнообразием сельскохозяйственной продукции и изделиями мастеров-ремесленников.

### Столица ремёсел

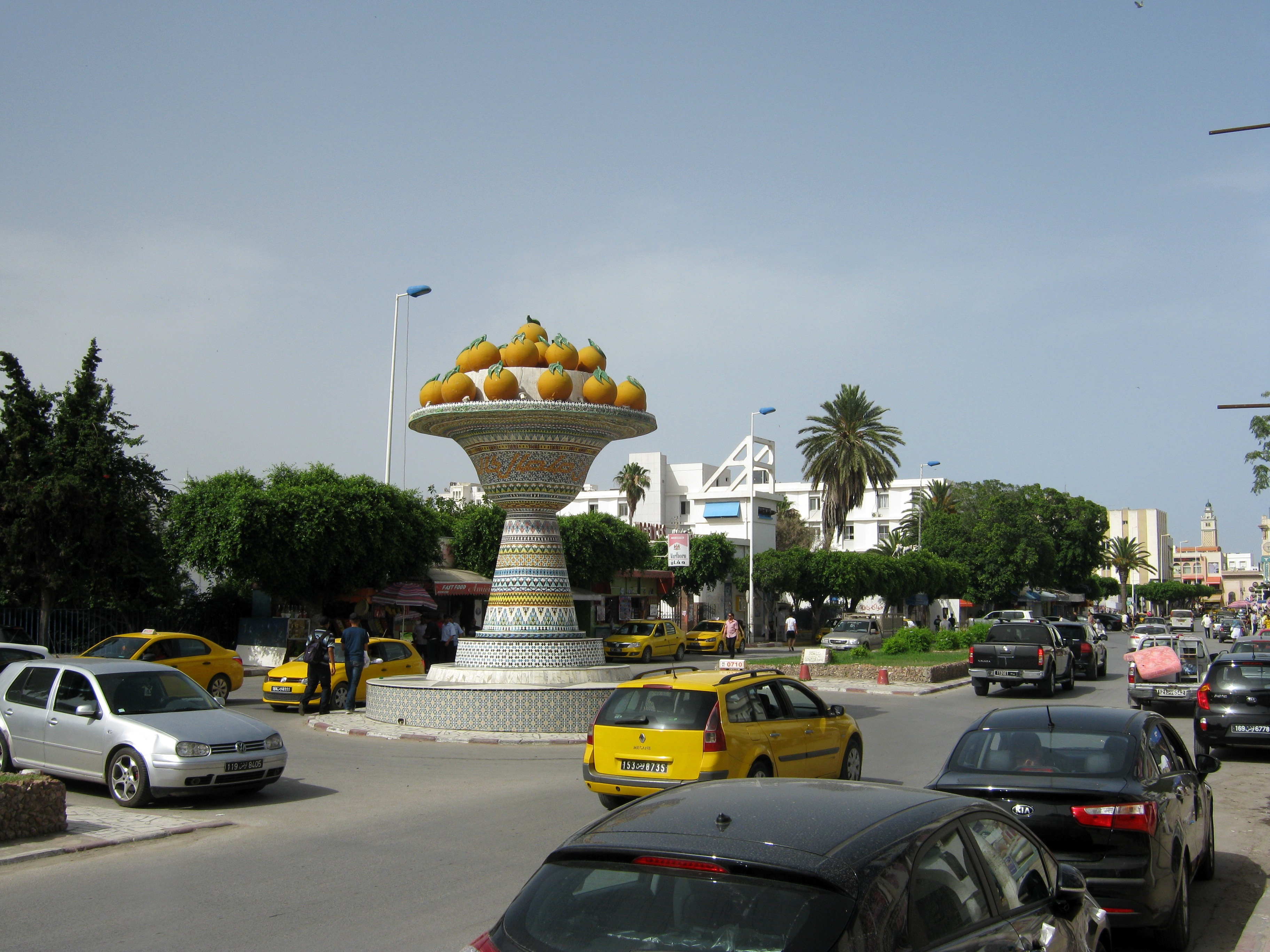
Скульптурная композиция «Апельсиновая чаша» в центре Набуля

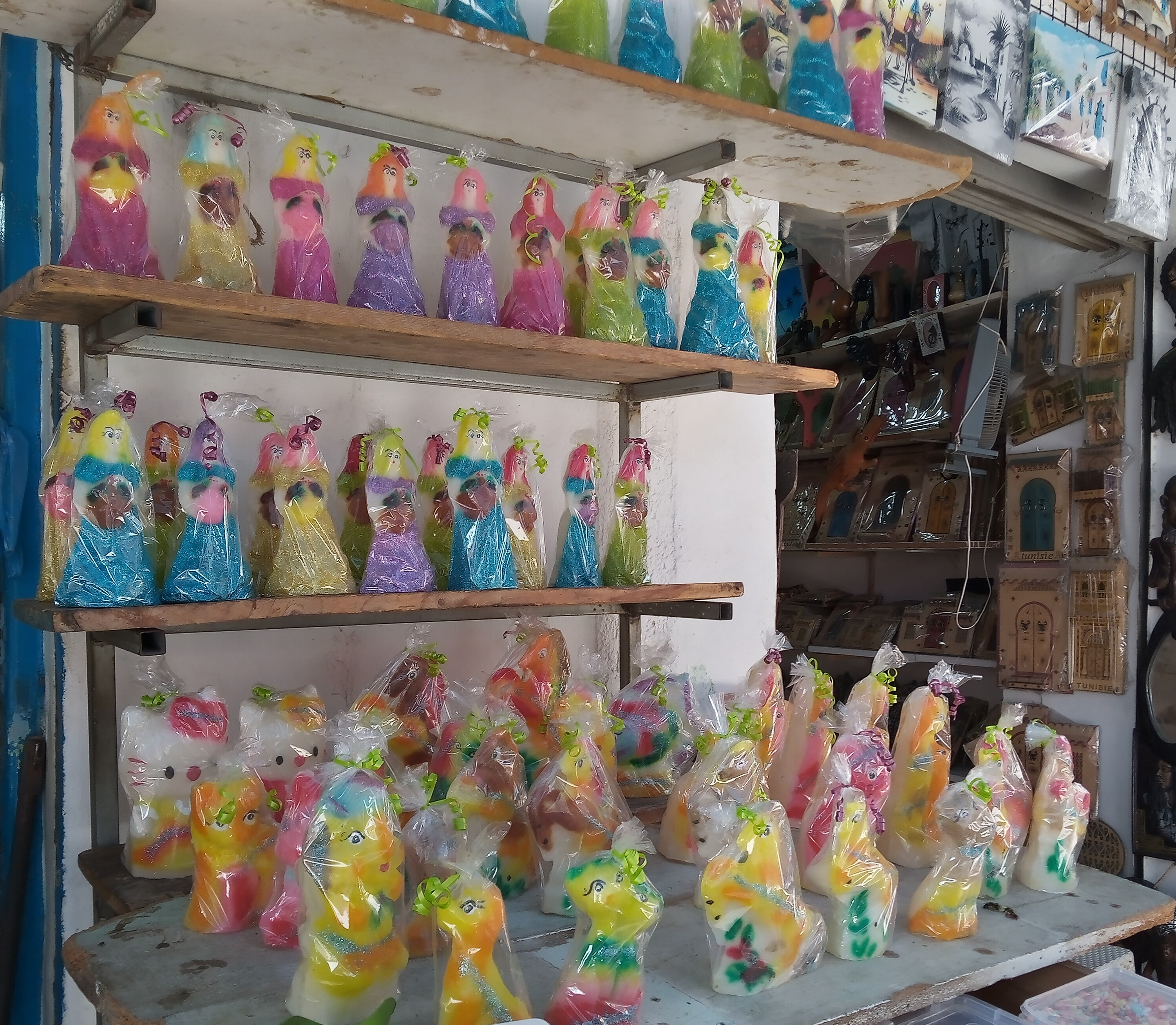
Сахарные куколки

Набуль известен в Тунисе и за рубежом высоким художественным качеством своей керамики, особенно расписными тарелками и большим разнообразием античной посуды. Технология производства продукции была возрождена в течение первой половины XX века старанием французских исследователей-искусствоведов и добавлена в число традиционных утилитарных народных ремёсел.
Мастерство местных ремесленников, как и профессия, передается от отца к сыну. Несколько известных музеев пользуются изделиями и услугами набульских мастеров, в том числе и реставраторов с мировым именем.
Известные набульские коврики делаются при помощи специального кольца, имеющего несколько цветов от желто-зелёного до фиолетово-синего. Первый, необработанный набор пряди в кольце запускается в ткачество, пересекая кольцо со шпагатом альфа. Работа требует использования поперечных шнуров и периодической замены конопли в шпагате. Производство корзины «Кус-кус» для мусульманского Нового года выполняется таким же образом. Все работы производятся во дворах домов или в ремесленных мастерских.
Базары являются традиционным местом торговли изделиями местных мастеров, а также продукцией из других частей страны: медью, кожей, одеждой, вышивкой и корзинами.
Набуль — единственный город в Тунисе, где изготавливают изящные сахарные фигурки на мусульманский Новый год. Излюбленные детьми и женщинами, они также используются в приготовлении традиционных блюд. Готовят их в пресс-формах, затем украшают и окрашивают натуральными красителями.

### Сельское хозяйство
В окрестностях Набуля обильно произрастают плодовые деревья, в основном оливковые и цитрусовые: апельсины, лимоны и кислые апельсины «Бельдис».
Особое место в Набуле занимает ремесло перегонки цветов, в основном цветков горького апельсина, бурбона и герани. Большая часть духов продаётся на местных рынках, остальная отправляется на экспорт. Традиция перегонки не является традиционной для Набуля, однако сохранилась лучше чем в других городах.

## Галерея

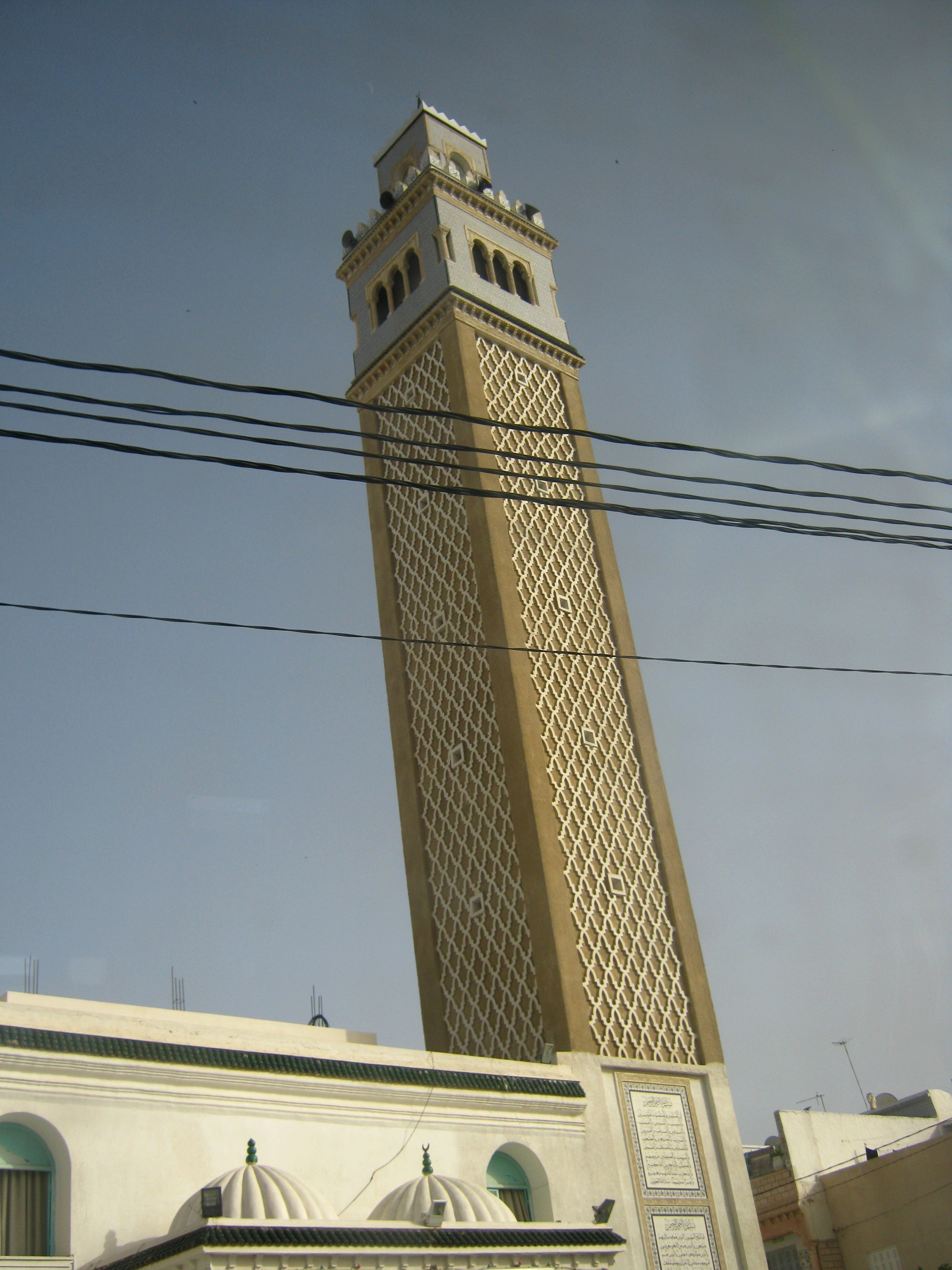
Большая мечеть на улице Эль-Фелл
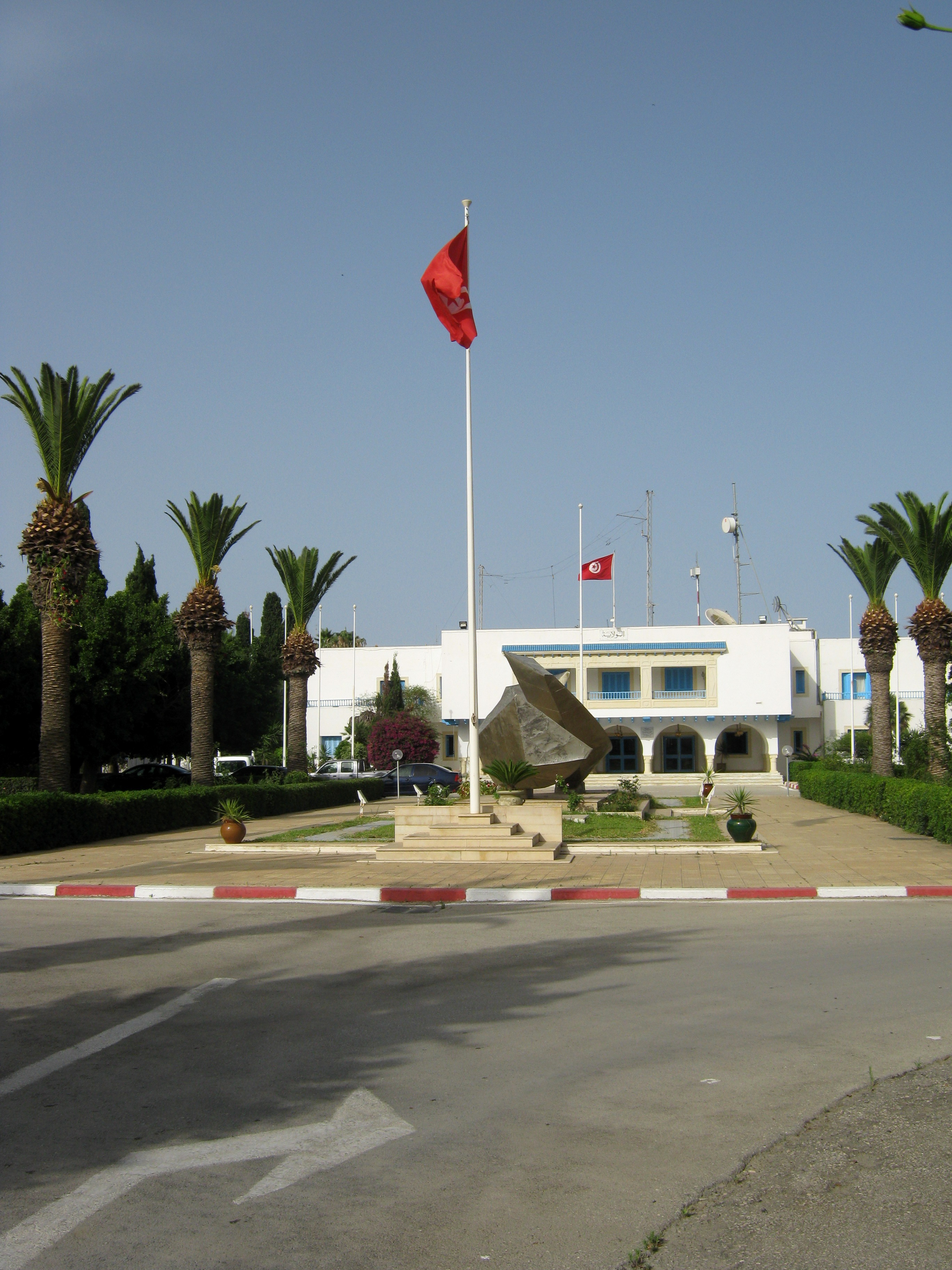
Административное здание в Набуле
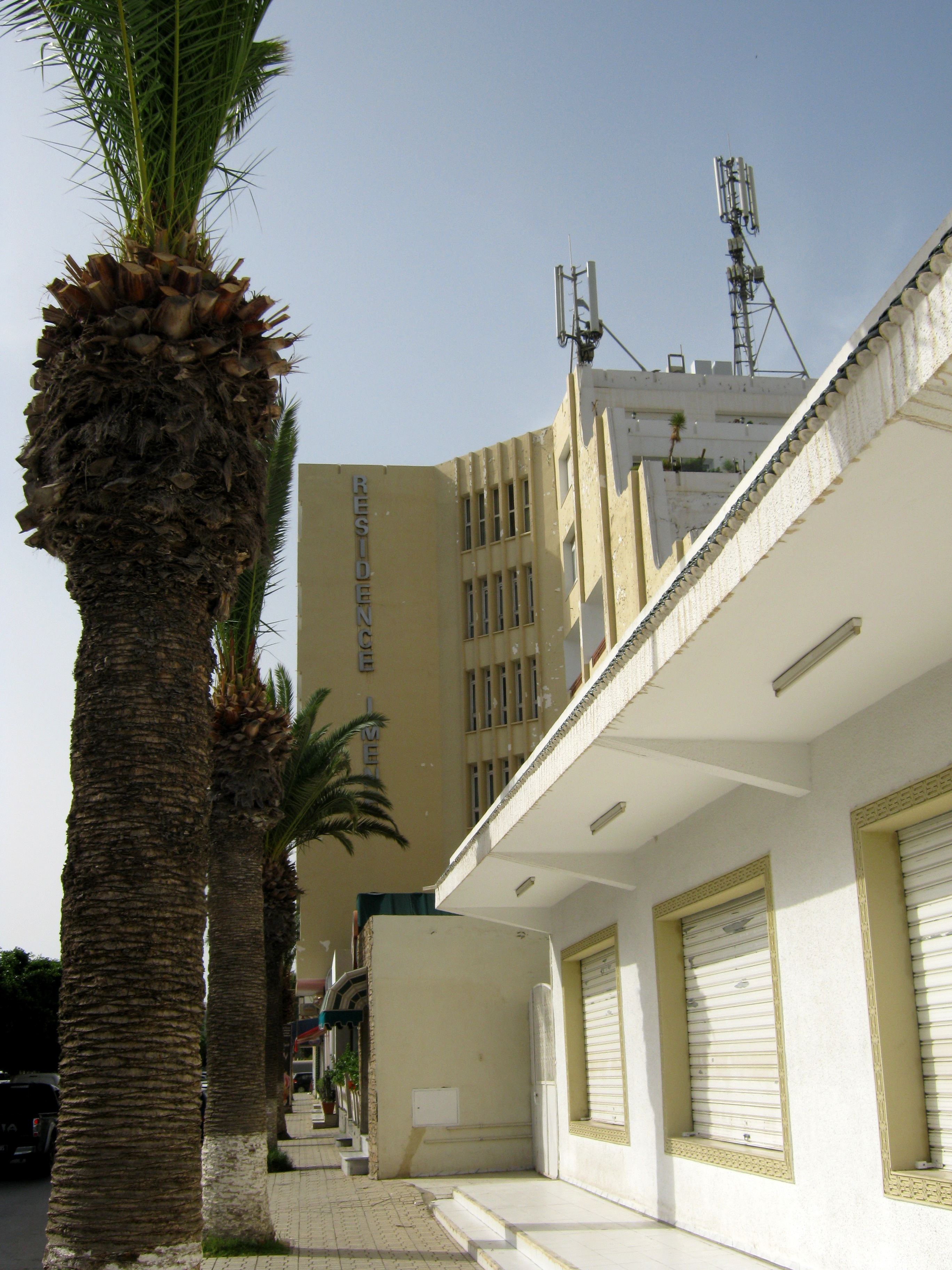
Отель «Резиденц Имени» на авеню Бургиба
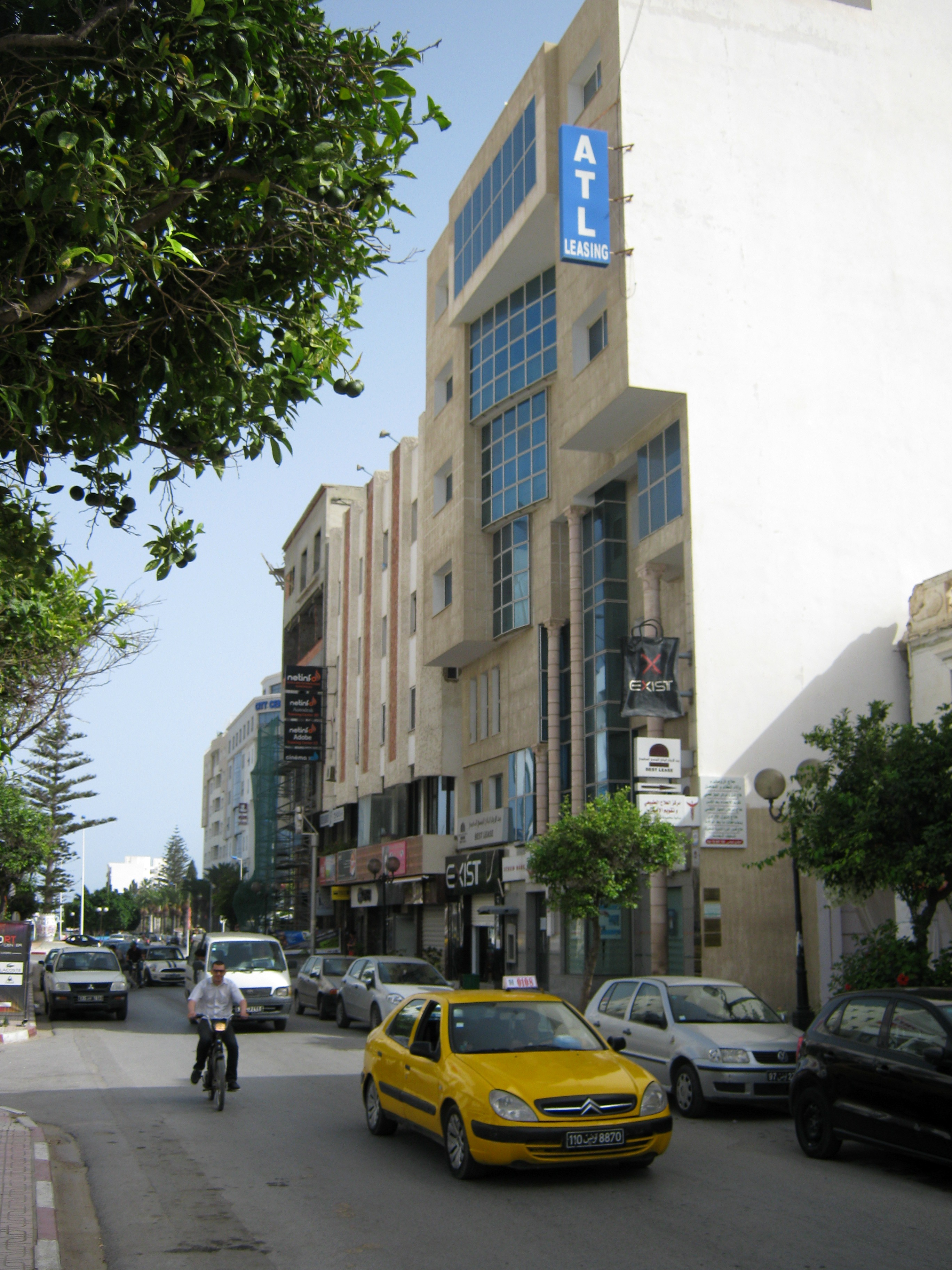
Здание «АТЛ-лизинг» на авеню Бургиба
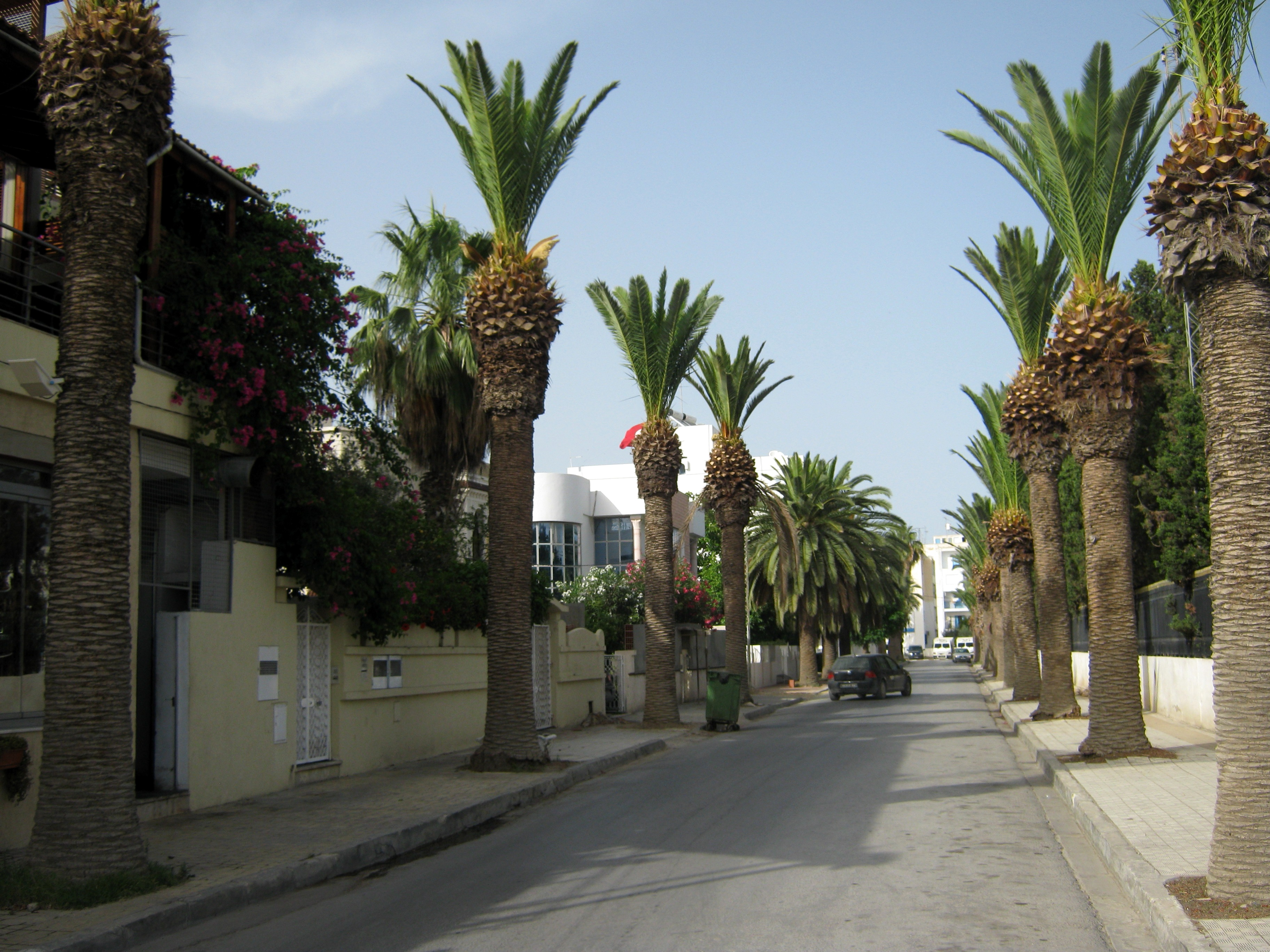
Пальмовая аллея по улице имени 18 января
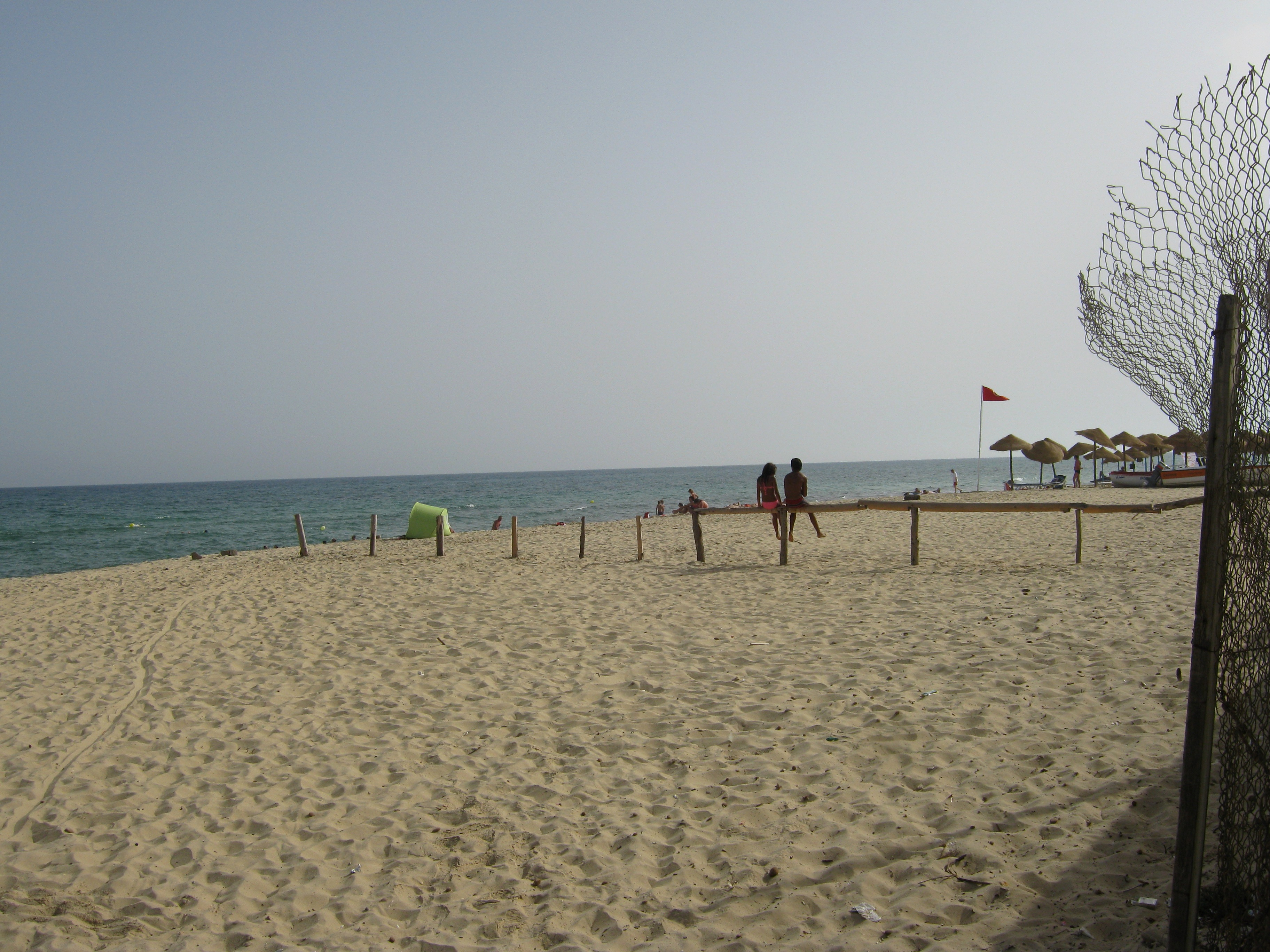
Пляж в районе отеля «Рияд»
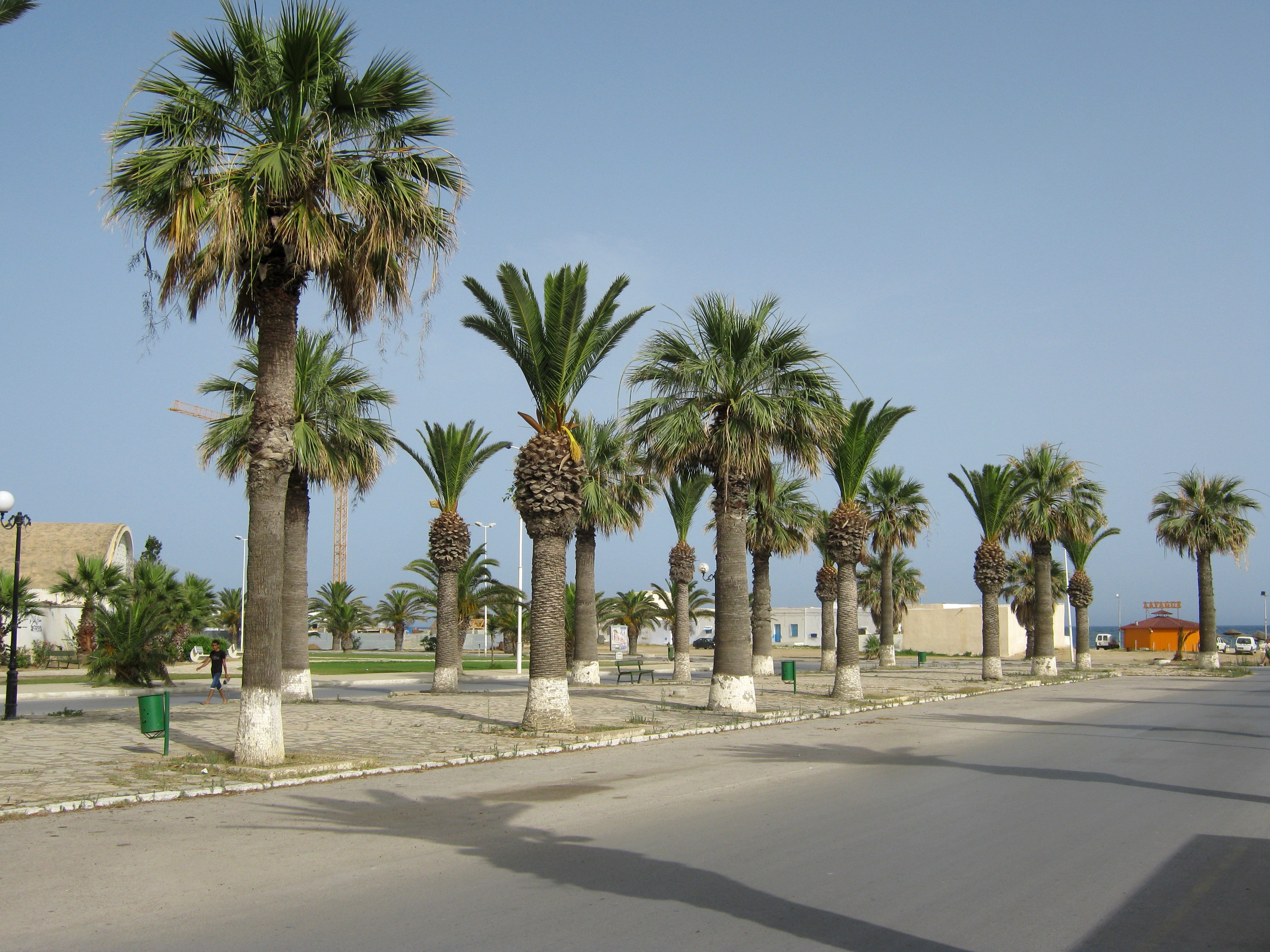
Авеню Бургиба рядом с побережьем
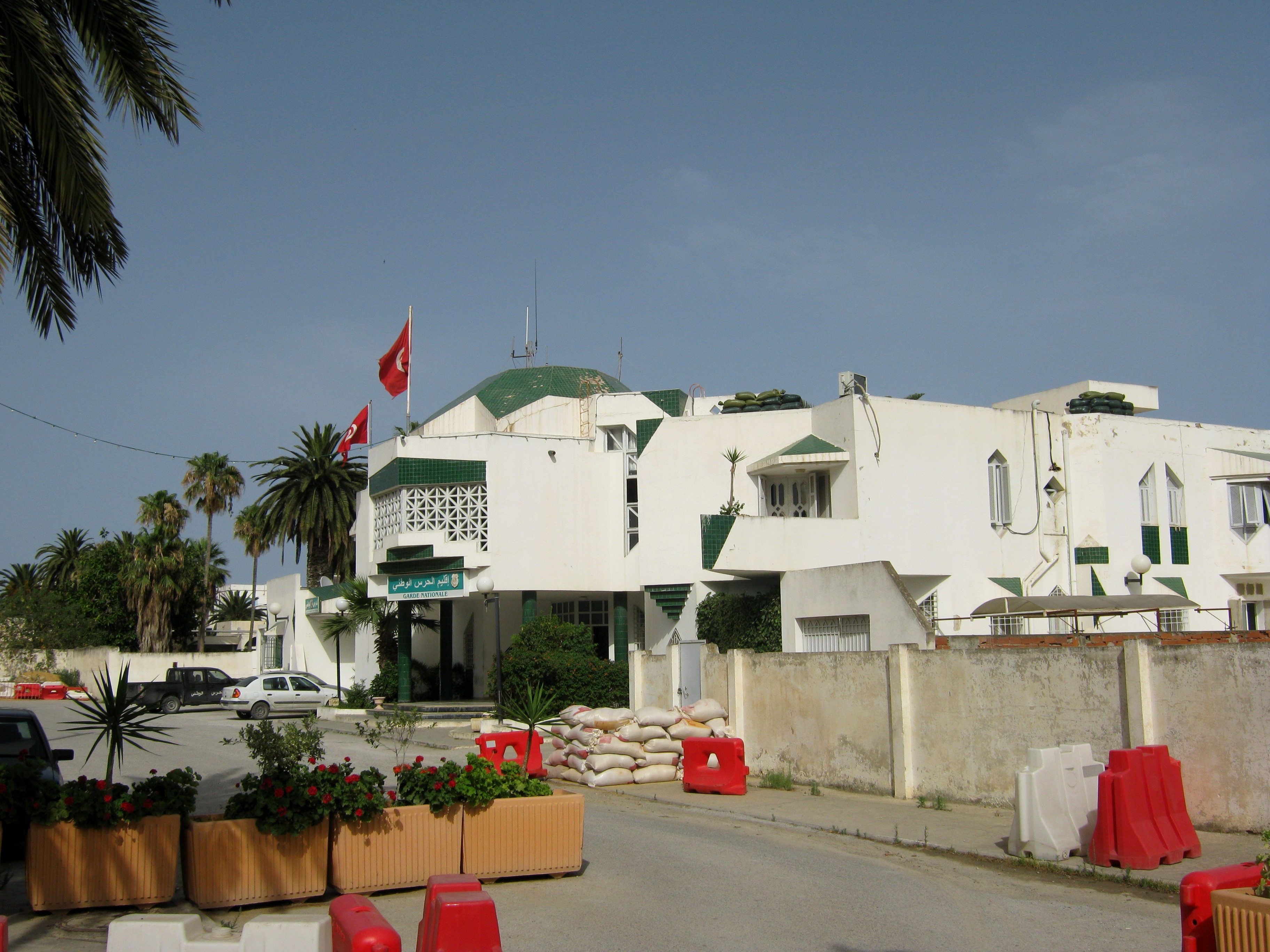
Здание службы безопасности Туниса в Набуле
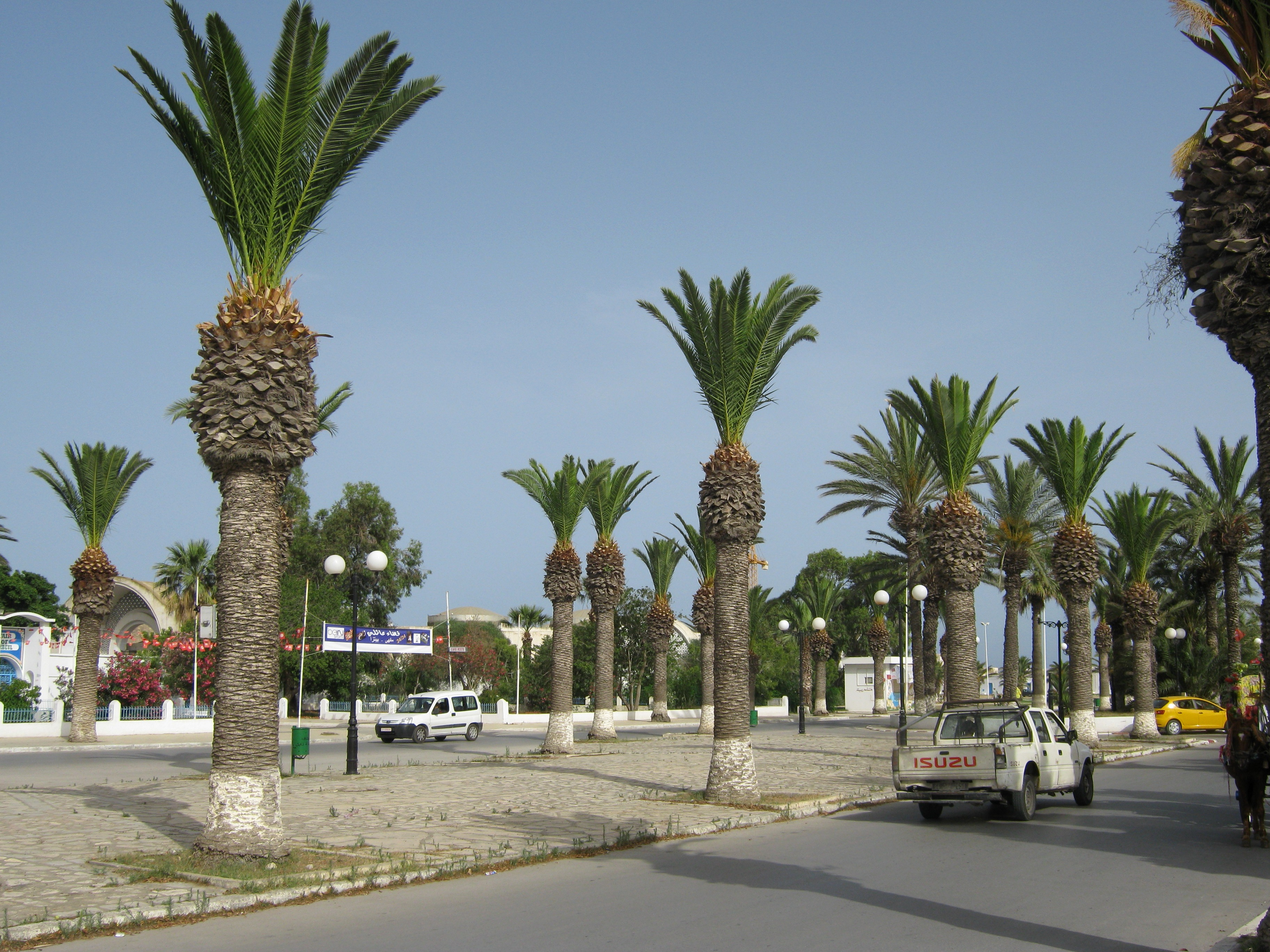
Вид на авеню Бургиба
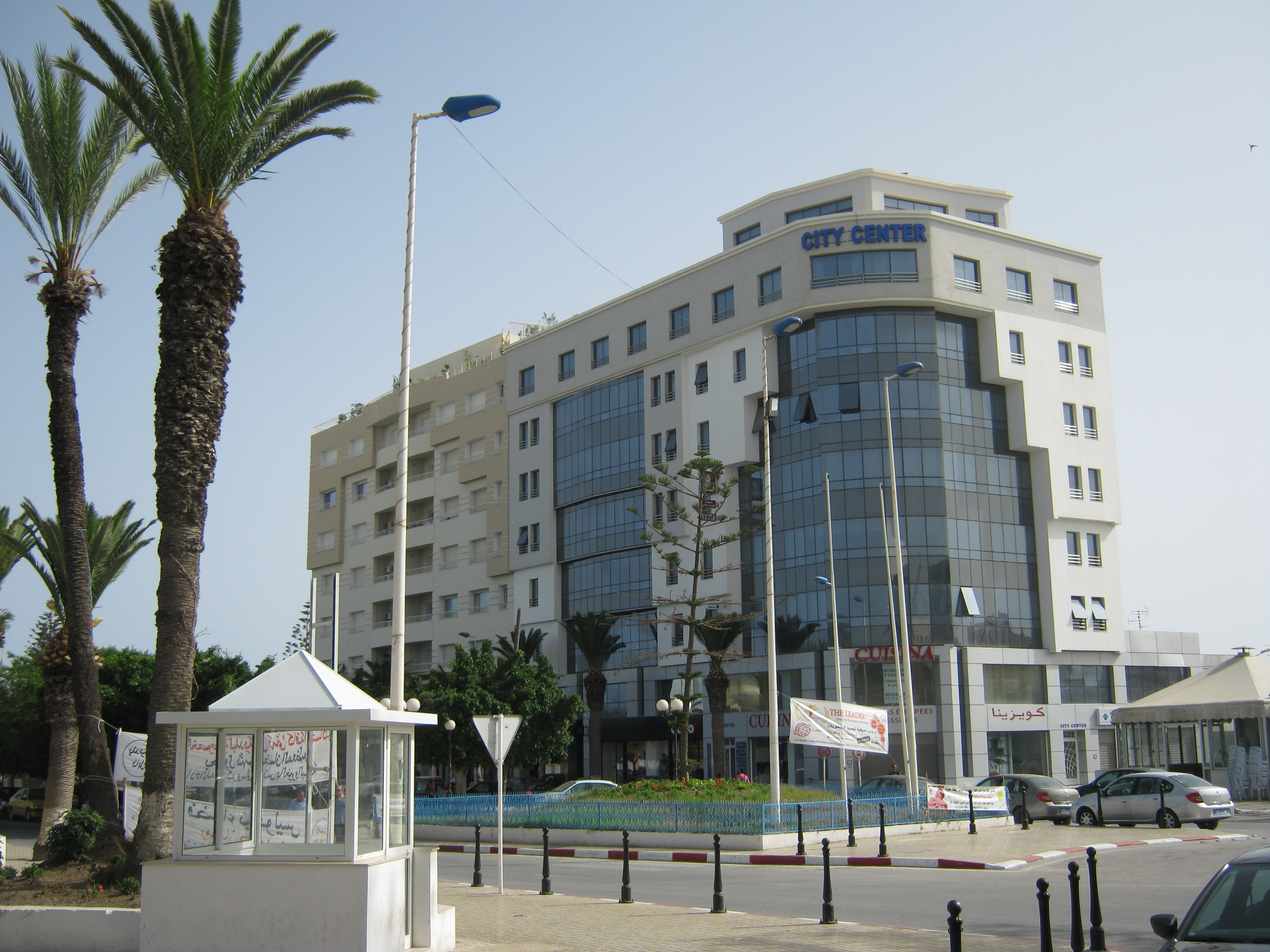
Здание «Сити-центра»
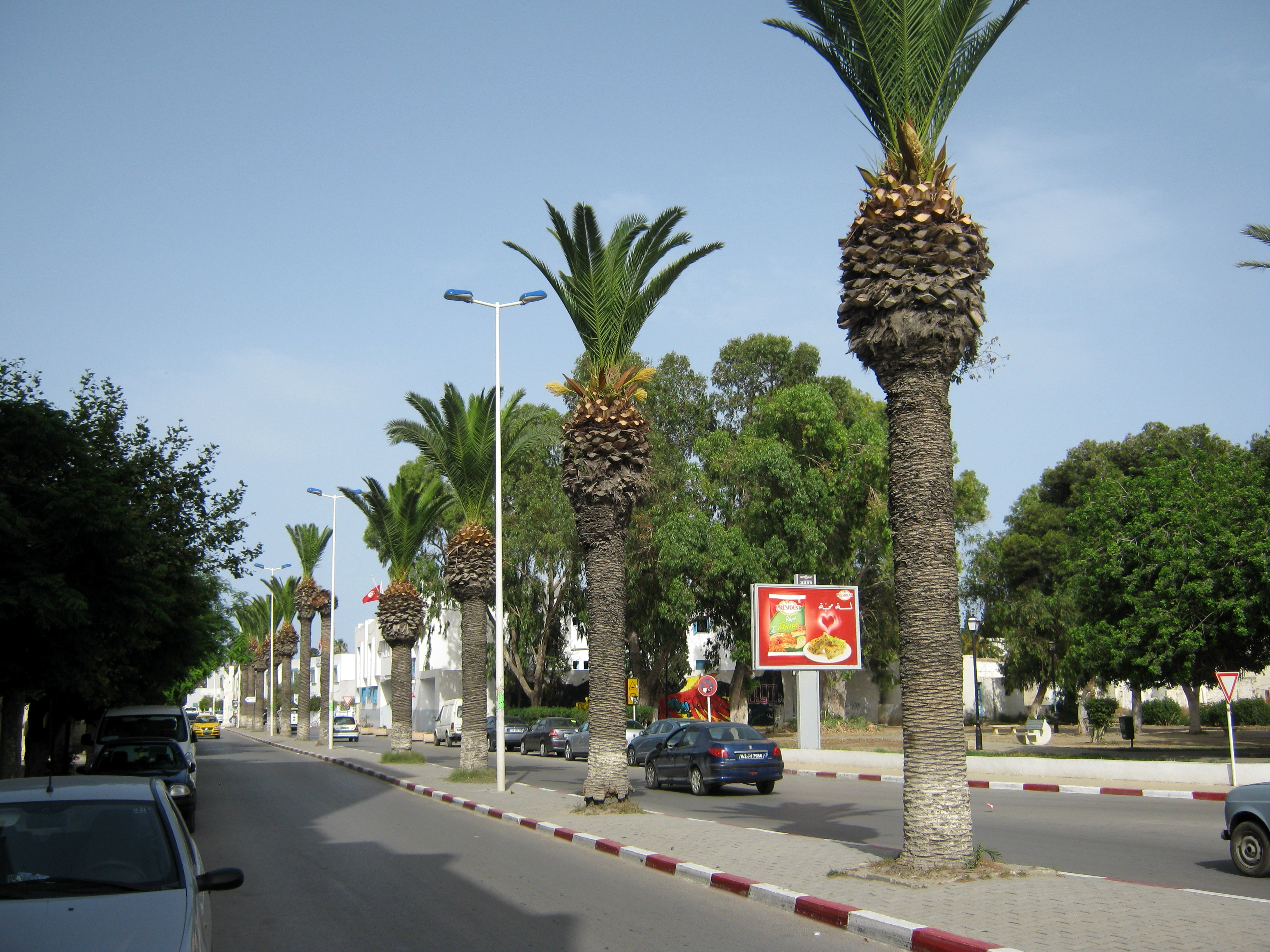
Авеню Али Белхуан
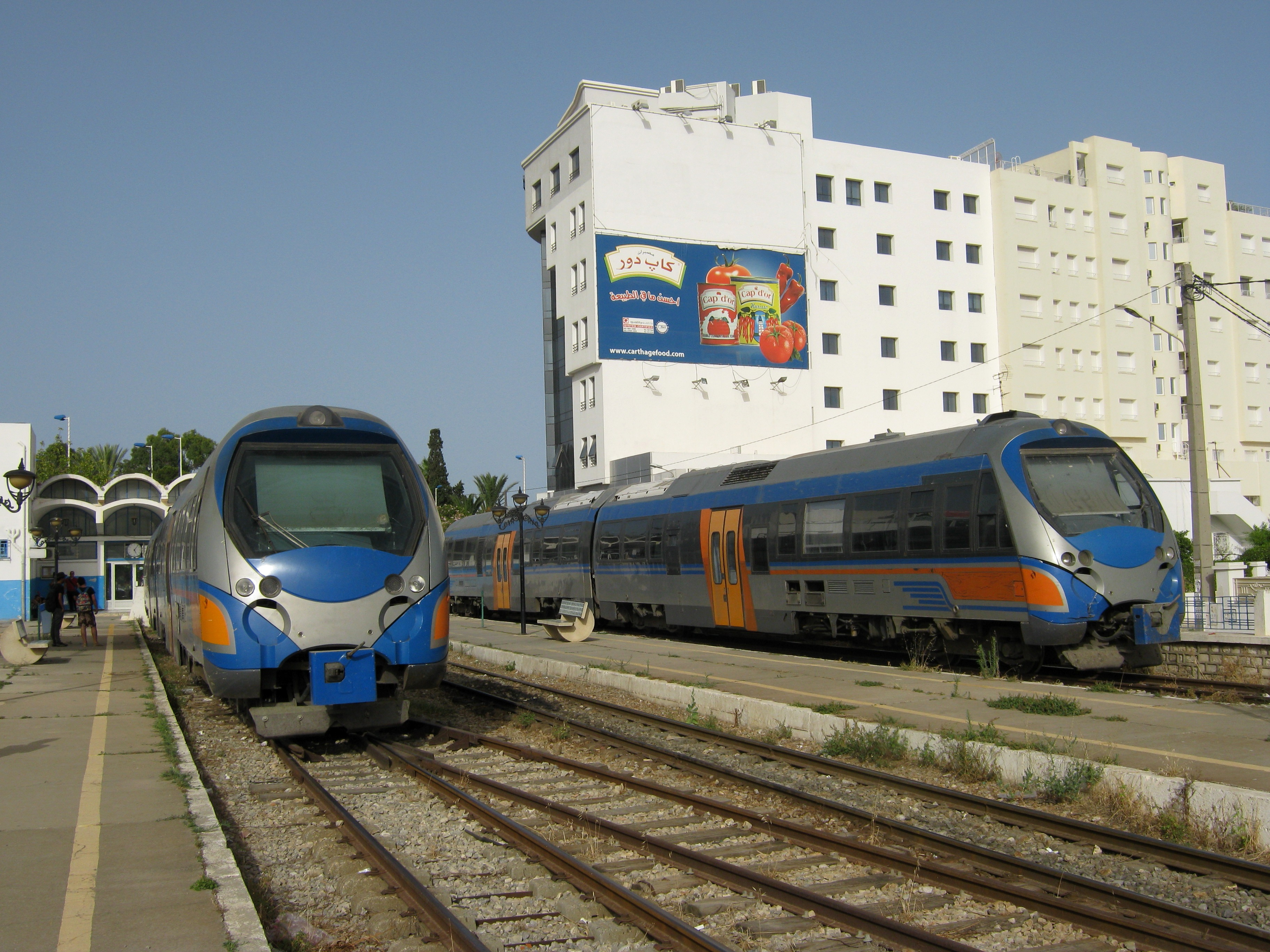
Рельсовые автобусы на железнодорожном вокзале